# Bianca Maria Sforza di Caravaggio
Bianca Maria Sforza di Caravaggio detta anche Bona Bianca Sforza Visconti (Milano, 1º aprile 1697 – Milano, dicembre 1717) è stata una nobile italiana del XVII secolo, marchesa di Caravaggio.

## Biografia
Unica figlia di Francesco III Sforza di Caravaggio e di Eleonora Salviati, Bianca Maria venne al mondo nel 1697, alcuni mesi prima della morte improvvisa del padre a Milano. Trovatasi con l'eredità paterna e unica erede della casata, Bianca Maria visse sotto la tutela della madre, che difese i suoi diritti sul marchesato di Caravaggio sino alla sua maggiore età.
Per porre fine alle dispute ed alle pretese dei rami collaterali della casata, il 1º settembre 1712 Bianca Maria Sforza di Caravaggio ottenne da parte dell'Imperatore Carlo VI d'Asburgo il riconoscimento dei propri titoli e l'investitura imperiale per la trasmissione del titolo ai propri figli.
Morì nel dicembre del 1717 a Milano per complicazioni relative al parto dopo aver dato alla luce l'unica sua figlia, Bianca Maria, alla quale trasmise i titoli di marchesa di Caravaggio e contessa di Galliate.

## Matrimonio e figli
A Milano il 10 ottobre 1716 Bianca Maria si sposò con Giovanni Guglielmo Edmondo di Sinzendorf-Neuburg. La coppia ebbe un'unica figlia:
- Bianca Maria (1717 - 1783), marchesa di Caravaggio e contessa di Galliate, sposò Filippo Domenico Doria Pamphilj.[2]

## Ascendenza
|                                               |                                     |                                            | Genitori                                               |  |  | Nonni |  |  | Bisnonni                      |  |  | Trisnonni                        |  |
|                                               |                                     |                                            |                                                        |  |  |       |  |  | Muzio II Sforza di Caravaggio |  |  | Francesco I Sforza di Caravaggio |  |
|                                               |                                     |                                            |                                                        |  |  |       |  |  | Muzio II Sforza di Caravaggio |  |  | Francesco I Sforza di Caravaggio |  |
|                                               |                                     | Costanza Colonna                           |                                                        |  |  |       |  |  | Muzio II Sforza di Caravaggio |  |  |                                  |  |
| Francesco II Sforza di Caravaggio             |                                     |                                            |                                                        |  |  |       |  |  | Muzio II Sforza di Caravaggio |  |  |                                  |  |
|                                               |                                     | Felice Orsina Damasceni Peretti            | Fabio Damasceni                                        |  |  |       |  |  |                               |  |  |                                  |  |
|                                               |                                     | Felice Orsina Damasceni Peretti            | Fabio Damasceni                                        |  |  |       |  |  |                               |  |  |                                  |  |
|                                               |                                     | Felice Orsina Damasceni Peretti            | Maria Felice Mignucci Peretti                          |  |  |       |  |  |                               |  |  |                                  |  |
| Francesco III Sforza di Caravaggio            |                                     | Felice Orsina Damasceni Peretti            |                                                        |  |  |       |  |  |                               |  |  |                                  |  |
|                                               |                                     | Francesco Maria Imperiali                  | Giovanni Vincenzo Imperiali                            |  |  |       |  |  |                               |  |  |                                  |  |
|                                               |                                     | Francesco Maria Imperiali                  | Giovanni Vincenzo Imperiali                            |  |  |       |  |  |                               |  |  |                                  |  |
|                                               |                                     | Francesco Maria Imperiali                  | Caterina Grimaldi                                      |  |  |       |  |  |                               |  |  |                                  |  |
| Bianca Maria Imperiali                        |                                     | Francesco Maria Imperiali                  |                                                        |  |  |       |  |  |                               |  |  |                                  |  |
|                                               |                                     | Girolama Doria                             | Giacomo Massimiliano Doria                             |  |  |       |  |  |                               |  |  |                                  |  |
|                                               |                                     | Girolama Doria                             | Giacomo Massimiliano Doria                             |  |  |       |  |  |                               |  |  |                                  |  |
|                                               |                                     | Girolama Doria                             | Brigida Spinola                                        |  |  |       |  |  |                               |  |  |                                  |  |
| Bianca Maria Sforza di Caravaggio             |                                     | Girolama Doria                             |                                                        |  |  |       |  |  |                               |  |  |                                  |  |
|                                               | Jacopo Salviati, I duca di Giuliano | Lorenzo Salviati, marchese di San Giuliano |                                                        |  |  |       |  |  |                               |  |  |                                  |  |
|                                               | Jacopo Salviati, I duca di Giuliano | Lorenzo Salviati, marchese di San Giuliano |                                                        |  |  |       |  |  |                               |  |  |                                  |  |
|                                               | Jacopo Salviati, I duca di Giuliano | Maddalena Strozzi                          |                                                        |  |  |       |  |  |                               |  |  |                                  |  |
| Francesco Maria Salviati, II duca di Giuliano | Jacopo Salviati, I duca di Giuliano |                                            |                                                        |  |  |       |  |  |                               |  |  |                                  |  |
|                                               |                                     | Veronica Cybo-Malaspina                    | Carlo I Cybo-Malaspina                                 |  |  |       |  |  |                               |  |  |                                  |  |
|                                               |                                     | Veronica Cybo-Malaspina                    | Carlo I Cybo-Malaspina                                 |  |  |       |  |  |                               |  |  |                                  |  |
|                                               |                                     | Veronica Cybo-Malaspina                    | Brigida Spinola                                        |  |  |       |  |  |                               |  |  |                                  |  |
| Eleonora Salviati                             |                                     | Veronica Cybo-Malaspina                    |                                                        |  |  |       |  |  |                               |  |  |                                  |  |
|                                               |                                     | Paolo Sforza, marchese di Proceno          | Alessandro Sforza di Santa Fiora, conte di Santa Fiora |  |  |       |  |  |                               |  |  |                                  |  |
|                                               |                                     | Paolo Sforza, marchese di Proceno          | Alessandro Sforza di Santa Fiora, conte di Santa Fiora |  |  |       |  |  |                               |  |  |                                  |  |
|                                               |                                     | Paolo Sforza, marchese di Proceno          | Eleonora Orsini                                        |  |  |       |  |  |                               |  |  |                                  |  |
| Caterina Sforza                               |                                     | Paolo Sforza, marchese di Proceno          |                                                        |  |  |       |  |  |                               |  |  |                                  |  |
|                                               |                                     | Olimpia Cesi                               | Federico Cesi, II duca d'Acquasparta                   |  |  |       |  |  |                               |  |  |                                  |  |
|                                               |                                     | Olimpia Cesi                               | Federico Cesi, II duca d'Acquasparta                   |  |  |       |  |  |                               |  |  |                                  |  |
|                                               |                                     | Olimpia Cesi                               | Isabella Salviati                                      |  |  |       |  |  |                               |  |  |                                  |  |
|                                               |                                     | Olimpia Cesi                               |                                                        |  |  |       |  |  |                               |  |  |                                  |  |